# Jah is real

 Jah Is Real är ett reggaealbum från 2008 med den jamaicanske reggaesångaren Winston Rodney, mer känd som Burning Spear, som även hans band kallas. Albumet, artistens femte på det egna skivmärket Burning Records, spelades in och mixades under ledning av Brian Thorn och Chris Daley och vann 2009 en grammy för det föregående årets (2008) bästa reggaealbum, dvs Grammy Award for Best Reggae Album. Nominerade konkurrenter var Elephant Man, Heavy D, Lee "Scratch" Perry, Shaggy och Sly & Robbie, samtliga jamaicaner, men internationellt kända artister.
Jah is real var Rodneys andra reggae-grammy och hans 33:e album. Han är en av få jamaicanska artister som hållit fast vid roots reggae-genren  under 1980- och 1990-talen då dancehall-musiken dominerade på den lilla karibiska ön. Första generationens reggaemusiker, som Bob Marley, Peter Tosh, Jimmy Cliff och Winston Rodney, hade vanligen bara en mycket elementär skolutbildning och förväntades försörja sig själva från mitten av tonåren. Om de inte var födda där, så hamnade de så småningom i slummen i Kingstons innerstad. Där var fattigdomen så svår att människor dog av svält eller sjukdomar knutna till undernäring, bostäderna var hastigt byggda av det man hittat på soptipparna eller i hamnen, polisväsen och myndigheter var korrumperade, och kriminaliteten och gängbråken var ett gissel som trappades upp för varje år. Det fanns få jobb att söka, vilket var orsaken till att så många ungdomar sökte lyckan i musikbranschen. De gick runt mellan de olika inspelningsstudiorna och sjöng upp sina låtar, och de som hade tur fick spela in en singel och fick något tiotal jamaicanska dollar för sitt alster. För nykomlingar, ovana vid hur den jamaicanska musikbranschen fungerade, fanns inget samband mellan hur populär deras låt blev och den betalning de fick. Mer etablerade sångare kunde få fast anställning och veckolön, precis som musikerna, men de fick ingen information om exempelvis deras låtar sålde bra även utomlands. I princip alla blev lurade, och Winston Rodney var inget undantag. Utnyttjandet fortsatte även efter 1970-talet för artister som hade managers och agenter som skulle bevaka hur deras skivor sålde utomlands, men som i hemlighet jobbade för de stora skivbolagen.
Efter 40 år som artist, flera album som sålt mycket bra och två grammy-pris, har Winston Rodney fortfarande svårt att försörja sin familj. Han bor sedan 2006 i Queens och har startat det egna skivmärket Burning Records. Albumet Jah Is Real fick goda betyg, och Burning Spear sades sjunga på toppen av sin förmåga, och sålde bra. Jah Is Real såldes dessutom till stor del utanför de officiella topplistorna genom Internet, som blivit ett forum som gynnat många reggaeartister både avseende direktförsäljning och när det gäller insynen i distributionen av reggaealbum.   
Jah Is Real har samma tunga sound som Burning Spears tidigare album, trots att det var första gången Burning Spear utnyttjade modern teknologi i någon större utsträckning. Det beror på att inget låter konstgjort eller datagenererat. Där finns som tidigare en blåssektion, bongotrummor, andlig lyrik och mässande sång. Elbasgitarren spelas snabbt, nästan i ska-tempo, vilket inte vore möjligt utan den nya tekniken. Gästartister är basisten Bootsy Collins och keyboardspelaren Bernie Worrell, båda medlemmar av Parliament Funkadelic.

## Låtlista
1. "The Cruise"
2. "Step It"
3. "You Were Wrong"
4. "Run For Your Life"
5. "Jah Is Real"
6. "People In High Places"
7. "One Africa"
8. "Grandfather"
9. "Wickedness"
10. "Stick To The Plan "
11. "No Compromise"
12. "700 Strong"
13. "Grassroot"
14. "Step It (Remix)"